# Sci alpino ai XIII Giochi olimpici invernali - Discesa libera maschile
Tra le competizioni dello sci alpino ai XIII Giochi olimpici invernali di Lake Placid 1980 la discesa libera maschile si disputò giovedì 14 febbraio sulla pista Olympic Downhill di Whiteface Mountain; gli austriaci Leonhard Stock e Peter Wirnsberger vinsero rispettivamente la medaglia d'oro e quella d'argento e il canadese Steve Podborski quella di bronzo, valide anche ai fini dei Campionati mondiali di sci alpino 1980.
Detentore uscente del titolo era l'austriaco Franz Klammer, che aveva vinto la gara dei XII Giochi olimpici invernali di Innsbruck 1976 disputata sul tracciato di Patscherkofel precedendo lo svizzero Bernhard Russi (medaglia d'argento) e l'italiano Herbert Plank (medaglia di bronzo); il campione mondiale in carica era l'austriaco Josef Walcher, vincitore a Garmisch-Partenkirchen 1978 davanti al tedesco occidentale Michael Veith e all'altro austriaco Werner Grissmann.

## Risultati
| Pos. | Pett. | Atleta                    | Nazione          | Tempo   | Distacco |
| ---- | ----- | ------------------------- | ---------------- | ------- | -------- |
| 1    | 9     | Leonhard Stock            | Austria          | 1:45,50 |          |
| 2    | 13    | Peter Wirnsberger         | Austria          | 1:46,12 | +0,62    |
| 3    | 15    | Steve Podborski           | Canada           | 1:46,62 | +1,12    |
| 4    | 10    | Peter Müller              | Svizzera         | 1:46,75 | +1,25    |
| 5    | 23    | Pete Patterson            | Stati Uniti      | 1:47,04 | +1,54    |
| 6    | 3     | Herbert Plank             | Italia           | 1:47,13 | +1,63    |
| 7    | 12    | Werner Grissmann          | Austria          | 1:47,21 | +1,71    |
| 8    | 19    | Valerij Cyganov           | Unione Sovietica | 1:47,34 | +1,84    |
| 9    | 1     | Harti Weirather           | Austria          | 1:47,70 | +2,20    |
| 10   | 11    | Dave Murray               | Canada           | 1:47,95 | +2,45    |
| 11   | 16    | Dave Irwin                | Canada           | 1:48,12 | +2,62    |
| 12   | 27    | Konrad Bartelski          | Regno Unito      | 1:48,53 | +3,03    |
| 13   | 30    | Bohumír Zeman             | Cecoslovacchia   | 1:48,65 | +3,15    |
| 14   | 25    | Phil Mahre                | Stati Uniti      | 1:48,88 | +3,38    |
| 15   | 6     | Giuliano Giardini         | Italia           | 1:48,98 | +3,48    |
| 16   | 21    | Andy Mill                 | Stati Uniti      | 1:49,07 | +3,57    |
| 17   | 5     | Erik Håker                | Norvegia         | 1:49,09 | +3,59    |
| 18   | 17    | Urs Räber                 | Svizzera         | 1:49,16 | +3,66    |
| 19   | 26    | Arnt Erik Dale            | Norvegia         | 1:49,26 | +3,76    |
| 20   | 20    | Andreas Wenzel            | Liechtenstein    | 1:49,71 | +4,21    |
| 21   | 22    | Mikio Katagiri            | Giappone         | 1:49,77 | +4,27    |
| 22   | 4     | Vladimir Makeev           | Unione Sovietica | 1:49,87 | +4,37    |
| 23   | 2     | Michael Veith             | Germania Ovest   | 1:50,00 | +4,50    |
| 24   | 7     | Erwin Josi                | Svizzera         | 1:50,03 | +4,53    |
| 25   | 24    | Philippe Pugnat           | Francia          | 1:50,13 | +4,63    |
| 26   | 28    | Antony Guss               | Australia        | 1:50,22 | +4,72    |
| 27   | 29    | Francisco Fernández Ochoa | Spagna           | 1:50,69 | +5,19    |
| 28   | 32    | Ross Blyth                | Regno Unito      | 1:51,12 | +5,62    |
| 29   | 31    | David Cargill             | Regno Unito      | 1:52,02 | +6,52    |
| 30   | 33    | Alan Stewart              | Regno Unito      | 1:53,41 | +7,91    |
| 31   | 36    | Norberto Quiroga          | Argentina        | 1:54,31 | +8,81    |
| 32   | 35    | Stuart Blakely            | Nuova Zelanda    | 1:55,41 | +9,91    |
| 33   | 34    | Henri Mollin              | Belgio           | 1:55,83 | +10,33   |
| 34   | 37    | Didier Lamont             | Belgio           | 1:57,57 | +12,07   |
| 35   | 47    | Carlos Font               | Andorra          | 1:57,81 | +12,31   |
| 36   | 46    | Marcelo Martínez          | Argentina        | 1:58,04 | +12,54   |
| 37   | 38    | Janez Flere               | Argentina        | 1:59,01 | +13,51   |
| 38   | 43    | Guillermo Giumelli        | Argentina        | 2:00,10 | +14,60   |
| 39   | 39    | Miguel Font               | Andorra          | 2:02,01 | +16,51   |
| 40   | 41    | Hong In-gi                | Corea del Sud    | 2:03,08 | +17,58   |
| 41   | 45    | Arturo Kinch              | Costa Rica       | 2:12,24 | +26,74   |
| 42   | 44    | Billy Farwig              | Bolivia          | 2:12,66 | +27,16   |
|      | 8     | Toni Bürgler              | Svizzera         | DNF     | DNF      |
|      | 14    | Ken Read                  | Canada           | DNF     | DNF      |
|      | 18    | Karl Anderson             | Stati Uniti      | DNF     | DNF      |
|      | 40    | Patrick Toussaint         | Andorra          | DNF     | DNF      |
|      | 42    | Scott Alan Sánchez        | Bolivia          | DSQ     | DSQ      |

Legenda:

DNF = prova non completata

DSQ = squalificato

Pos. = posizione

Pett. = pettorale
Ore: 11.30 (UTC-5)

Pista: Olympic Downhill

Partenza: 1 313 m s.l.m.

Arrivo: 481 m s.l.m.

Lunghezza: 3 009 m

Dislivello: 832 m

Porte: 34

Tracciatore: Charlie Kahr (Austria)